# Sviatopolk-Mirski
 (juillet 2024).

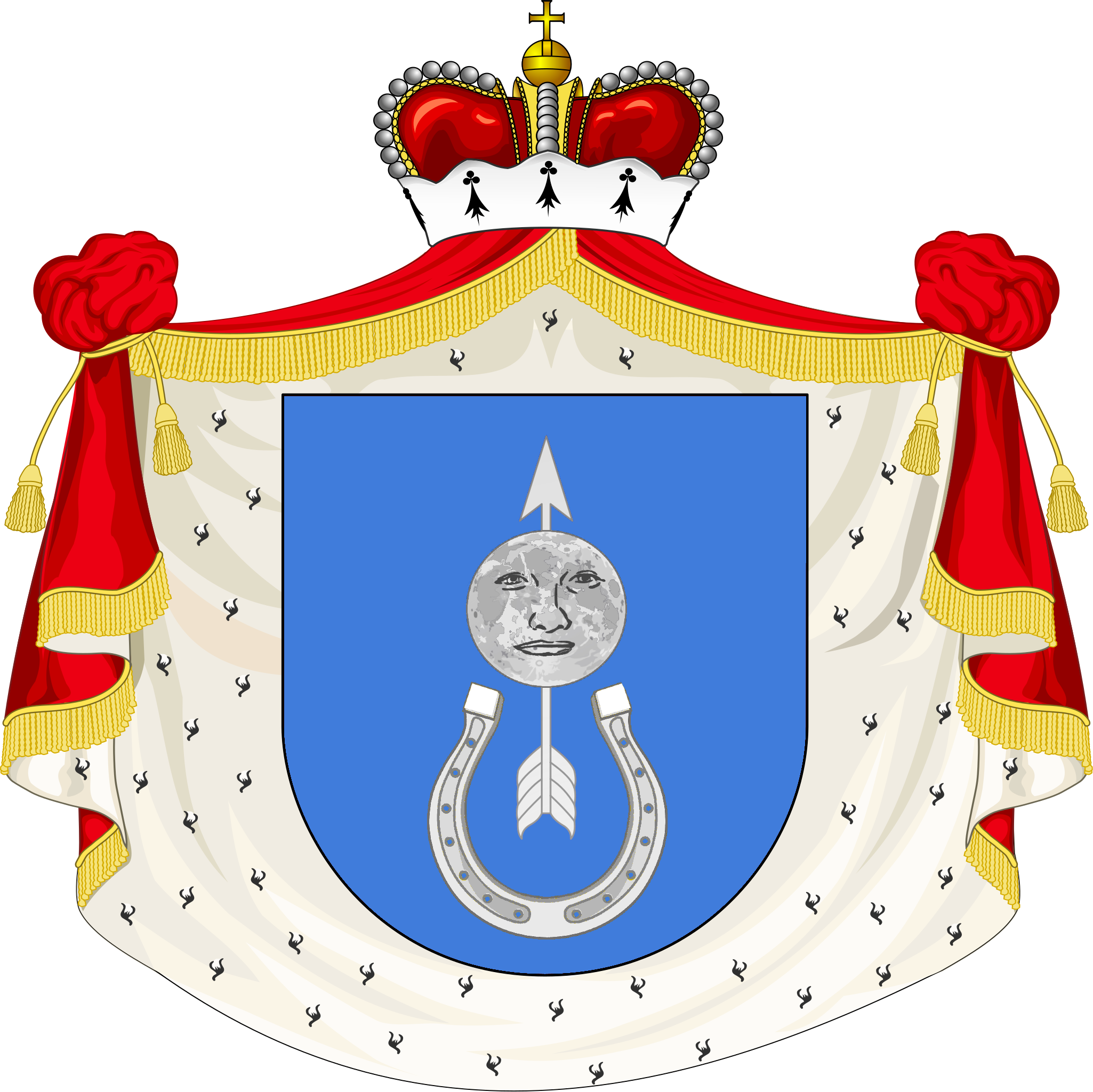
Nikolaï Sviatopolk-Mirski et ses descendants ont utilisé une variante des armoiries de Białynia.

La maison Sviatopolk-Mirski (en russe : Святополк-Мирский ; en biélorusse : Святаполк-Мірскі, Sviatapolk-Mirski ; en polonais : Światopełk-Mirski) est une famille de la noblesse russe issue de Riourik, fondateur de la Rus' de Kiev. Elle a joué un rôle important dans la société russe à la fin du XIXe siècle et au début du XXe siècle.

## Famille
Famille princière descendant de l'arrière-petit-fils de Riourik, Sviatopolk Ier, prince de Tourov et grand-prince de Kiev de 1015 à 1019. Grand-prince est un titre de noblesse, honorifiquement inférieur à celui d'empereur, mais supérieur à celui  de prince royal. Deux branches, scindées vers 1380, sont issues de Sviatopolk Ier : la branche russe, issue de son fils aîné, Dimitri, les Sviatopolk-Mirski ; et la branche polonaise, issue de son fils cadet Oleg-André, les Sviatopolk-Czetwertyński. Pour la branche issue de l'aîné Dimitri, la filiation est suivie depuis 1569.
La reconnaissance du titre de noblesse de la famille eut lieu dans le royaume de Pologne le 2 octobre 1413 par la diète de Horodło, puis le 27 mai 1821. Par la suite, sa qualité princière fut promulguée par oukase impérial d'Alexandre II de Russie le 18 avril 1861 (30 avril dans le calendrier grégorien) à Saint-Pétersbourg, puis par le Sénat dirigeant de l'Empire russe les 24 novembre 1881 (6 décembre dans le calendrier grégorien) et 20 janvier 1886 (1er février dans le calendrier grégorien). La confirmation des armes a eu lieu le 8 février 1873 (20 février dans le calendrier grégorien), 1882 et 1893 à Saint-Pétersbourg.
Le château historique de Mir fut acheté par Nikolaï Sviatopolk-Mirski en 1895.

## Personnalités
Jusqu'au XXe siècle, la famille Sviatopolk-Mirski occupe une place notable dans la noblesse russe : plusieurs de ses membres exercent d'importantes fonctions civiles et militaires au cours des siècles.
- Tomasz Bogumił Jan Światopełk-Mirski (1788—1868), ambassadeur de la diète de Pologne en Russie.

Elle donne à l'armée impériale russe plusieurs officiers :
- Dmitri Ivanovitch Sviatopolk-Mirski (en) (1825—1899), fils de Tomasz, général d'infanterie russe et homme politique, héros des guerres du Caucase et russo-turques, membre du Conseil d'État de la Russie impériale[2] ;
- Nikolaï Ivanovitch Sviatopolk-Mirski (1833-1898), frère cadet de Dmitri Ivanovitch, général ayant occupé divers postes militaires de haut rang dans l'armée impériale russe, héros des guerres du Caucase et russo-turques, ataman du Cosaques du Don, membre du Conseil d'État de la Russie impériale.
  - Son fils Dmitri Nikolaïevitch Sviatopolk-Mirski (1874-1950), homme politique de Bessarabie.

Plusieurs autres membres de la famille servent également dans l'armée. Nikolaï Sviatopolk-Mirski achète le château de Mir en 1895.
En politique, le prince Piotr Dmitrievitch Sviatopolk-Mirski (1857—1914), fils de Dmitri Ivanovitch, gouverneur de Penza et de Vilna, a été ministre de l'Intérieur de la Russie sous Nicolas II jusqu'au Dimanche sanglant. Son rôle dans les réformes administratives et ses efforts pour moderniser la gestion intérieure de l'Empire russe, dans un contexte très répressif, ont été significatifs.
La famille Sviatopolk-Mirski se distingue également ses contributions intellectuelles et culturelles, plusieurs de ses membres manifestant un vif intérêt pour la littérature, l'histoire et les arts. Ainsi, le fils de Piotr Dmitrievitch, Dmitri Petrovitch Sviatopolk-Mirski (1890-1939), mène une carrière d'écrivain, d'historien et d'essayiste sous le pseudonyme de D.S. Mirsky. Après des études à l'université de Saint-Pétersbourg, il émigre en 1921 au Royaume-Uni, où il devient lecteur au King's College de Londres. Partisan du retour des Russes blancs en Union soviétique, il fonde un mouvement qui permet à 10 000 exilés de regagner leur pays entre 1921 et 1925 ; lui-même rentre en 1932. Il publie alors plusieurs ouvrages dont L'Intelligentsia de la Grande-Bretagne, un essai sur T. S. Eliot et une Histoire de la Russie. Privé de la protection de Maxime Gorki, mort en 1936, il est arrêté par le NKVD lors des « Grandes Purges » et meurt dans un goulag en juin 1939.
L'importance de la famille Sviatopolk-Mirski en Russie prend fin au cours des années tumultueuses de la Révolution russe, puis de la création de l'Union soviétique. Comme D. S. Mirsky, de nombreux membres de la famille sont persécutés et parfois exécutés durant cette période. D'autres choisissent de s'exiler en Europe et sur le continent américain. Aujourd'hui, l'héritage de la famille se perpétue à travers ses contributions historiques et culturelles, ainsi qu'à travers ses descendants qui perpétuent son nom et son héritage.